# Isuzu D-Max
Il D-Max è un Pick-Up prodotto dalla casa automobilistica giapponese Isuzu dal 2002.
Dati i rapporti della casa giapponese con il gruppo General Motors, viene venduto sul mercato australiano con il marchio Holden (dapprima come Holden Rodeo e dal 2008 come Holden Colorado), in America del Nord come Chevrolet Colorado e GMC Canyon e in America meridionale come Chevrolet Colorado e Chevrolet D-MAX Diesel (Cile).
La seconda generazione risale al 2012. Nel 2016 è stato presentato un restyling per l'Asia, con nuovi motori diesel 1.9 e 3.0, il primo disponibile in Europa dal 2017.
Nel 2019 in Thailandia è stata presentata la terza generazione costruita in collaborazione con Mazda.

## Prima generazione (2002-2011)
Il D-Max è stato progettato in collaborazione con la General Motors; lo sviluppo parti alla fine degni anni novanta in quanto entrambi i costruttori volevano rafforzare la propria alleanza proponendo una nuova famiglia di veicoli di tipo pick-up e fuoristrada nei mercati emergenti. Per ridurre i costi si optò per l'adozione di un'unica piattaforma di base da poter far adottare sia all'erede dell'Isuzu Faster, sia dai pick-up americani Chevrolet S10 e Colorado. Nel 2002 viene svelato in Thailandia il nuovo D-Max destinato ad essere venduto globalmente anche col marchio Chevrolet. La presentazione in Tailandia è dovuta alla presenza dello stabilimento produttivo che Isuzu e General Motors hanno scelto per via dei minor costi di manodopera e per i vantaggi fiscali per l'esportazione del modello. In Europa il D-Max sbarca nel maggio 2003 e le vendite partono da settembre andando a sostituire il vecchio Isuzu TF Pick-Up (che era venduto anche come Opel Campo).
Pur essendo un veicolo concepito essenzialmente per il lavoro, non è spartano, ma presenta comunque un abitacolo abbastanza spazioso e curato. Disponibile con o senza la trazione 4x4 (la 4x2 è a trazione posteriore) e in diversi allestimenti (cabina singola, allungata o doppia). La gamma motori era composta da due propulsori turbodiesel quattro cilindri: il 2.5 TD omologato Euro 3 erogante 101 cavalli e il più grande 3.0 TD Euro 3 erogante 131 cavalli.
Nel 2004 viene presentata in Thailandia una versione “chiusa” station wagon a sette posti denominata Isuzu MU-7 equipaggiata con gli stessi motori del D-Max.

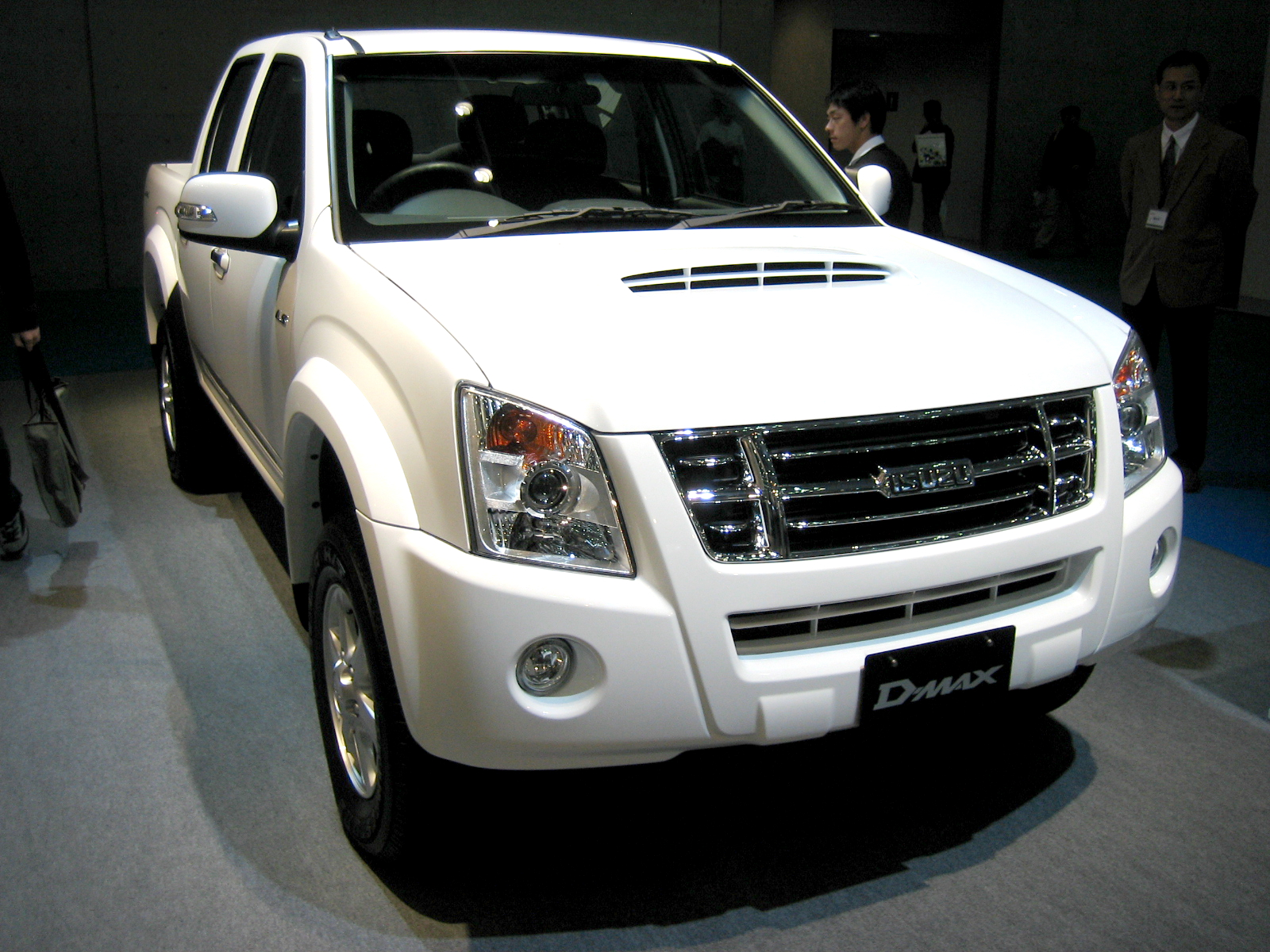
Isuzu D-Max restyling

Nel 2007 il modello ha subito un lieve restyling concentrato nel frontale (fari e mascherina sono stati ritoccati) e si è intervenuti anche sulla potenza dei due motori Diesel con il 2.5 TD potenziato a 136 cavalli e il 3.0 TD potenziato a 163 cavalli con benefici nell'uso, visto la grande mole di questo veicolo. Entrambi sono stati riomologati Euro 4.
Nel 2008 il D-Max è stato sottoposto insieme ad altri due suoi concorrenti (Nissan Navara e Mitsubishi L200) ad un crash test dell'Euro NCAP per valutare la sicurezza dei veicoli con il cassone con risultati deludenti (solo una stella e mezzo su cinque).

### Allestimenti
Il D-Max, come molti altri pick-up in vendita, è proposto in tre diversi allestimenti a seconda della dimensione della cabina e del cassone posteriore:
- Single Cab: cabina normale e grande cassone;
- Space Cab:cabina allungata e cassone normale;
- Crew Cab: doppia cabina e piccolo cassone.

Con il modello 2012 sono disponibili 4 livelli di equipaggiamento, combinabili alle varie tipologie di cabina:
- Satellite: l'unico disponibile con Single Cab, improntato al lavoro;
- Planet: presenta una migliore dotazione a livello di comfort, con aria condizionata e radio;
- Solar: versione particolarmente accessoriata, dotata di plancia più ricercata, con anche cerchi in lega e cruise control. È disponibile anche nelle versioni speciali Solar Plus e Solar Special (con interni in pelle personalizzabili);
- Quasar: il top di gamma, con navigatore touch-screen, comandi al volante e sedili in pelle.

## Seconda generazione (dal 2011)
Nel fine 2011 debutta in Asia la seconda generazione frutto di un progetto congiunto con General Motors che ha visto nascere anche la nuova serie di Chevrolet Colorado S10. Nello specifico la nuova D-Max porta al debutto il nuovo telaio Isuzu a longheroni "i-GRIP" (acronimo di Isuzu Gravity Responsive Intelligent Platform) che rende il veicolo il 42% più rigido rispetto al predecessore, migliorando la guida e la maneggevolezza. Il telaio include un rinforzo trasversale nella parte posteriore, che migliora la stabilità a pieno carico e durante il traino. Il passo raggiunge la lunghezza di 3095 mm, 45 mm più lungo rispetto alla prima serie, è ora standard su tutti e tre corpi carrozzeria (Single Cab a due posti e due porte, Space Cab a quattro posti e quattro porte con le posteriori controvento e Crew Cab a cinque posti e quattro porte classiche).
La gamma motori si compone del nuovo propulsore Isuzu's iTEQ da 2,5 litri (4JK1) quattro cilindri common rail disponibile nelle versioni da 118 cavalli (87 kW) e 280 Nm di coppia massima e 138 cavalli (101) kW con turbina a geometria variabile e 320 Nm di coppia. Il motore top di gamma è il 3.0 diesel (4JJ1-TC) iTEQ erogante 132 kW e 380 Nm di coppia massima. Per il mercato europeo l’unico motore disponibile era il 2.5 biturbo diesel erogante 163 cavalli (120 kW) e 400 Nm di coppia massima con filtro antiparticolato omologato Euro 5 e successivamente Euro 6.

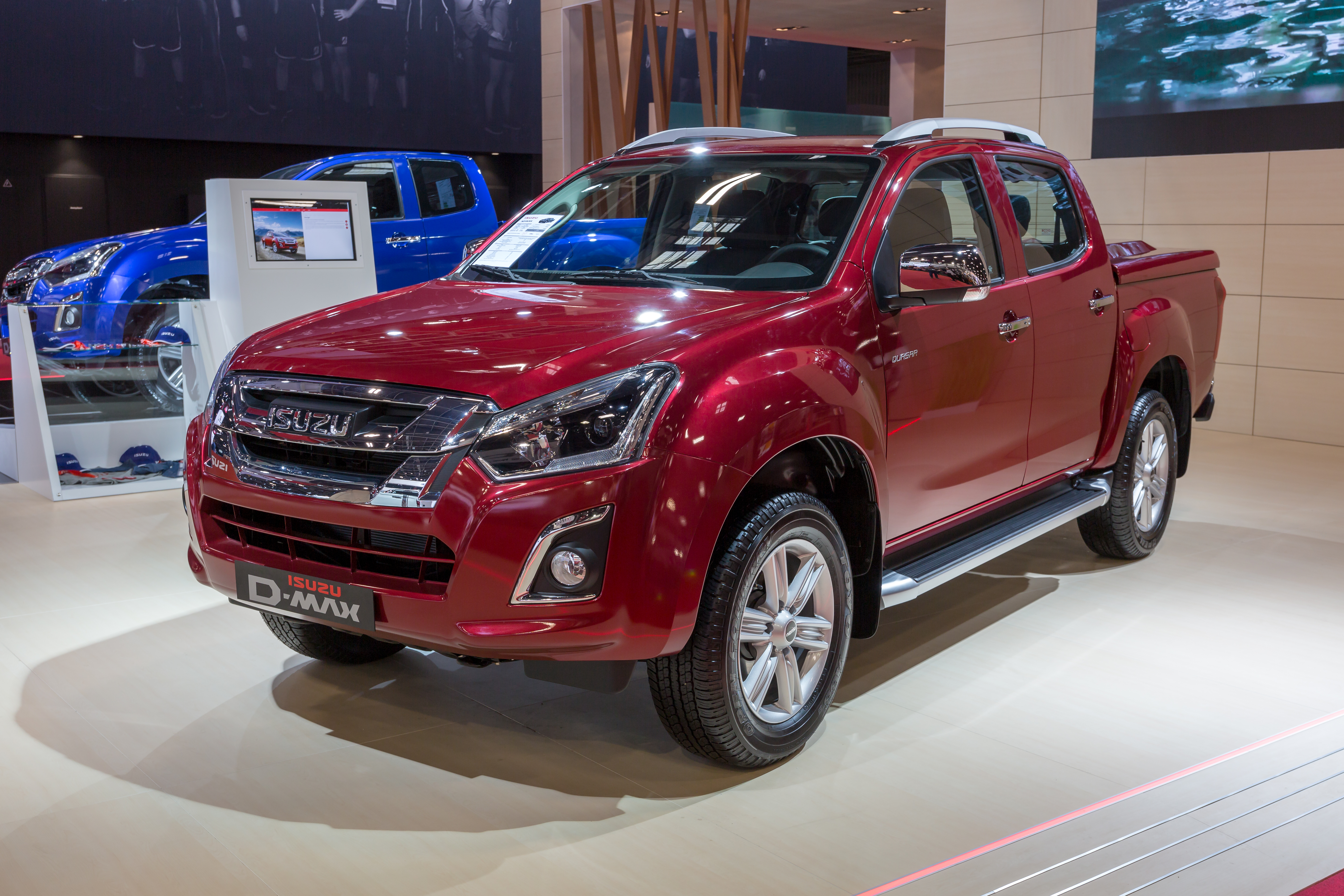
Il D-Max ristilizzato (2018)

La seconda generazione debutta in Europa nel 2012 e oltre ad essere stata rinnovata completamente nel design esterno ed interno, presenta infatti dotazioni di sicurezza attiva e passiva paragonabili ad una normale automobile: sono disponibili, di serie, 6 airbag (compresi quelli laterali per la protezione di testa e torace), ABS con assistenza alla frenata e controllo elettronico di stabilità (ESP).

### Restyling 2016
Con il restyling disponibile dal 2016 il 2.5 biturbo viene sostituito da un nuovo 1.9 litri di cilindrata di pari potenza e con 360 Nm di coppia. Con il restyling il peso viene ridotto di 60 kg. Esteticamente viene introdotta la nuova calandra e nuovi fari dal design più spigoloso con luci diurne a LED, nuovi paraurti anteriori e posteriori mentre nell'abitacolo viene introdotto un nuovo impianto multimediale touchscreen da 8 pollici con navigatore satellitare, bluetooth e autoradio e viene ridisegnata la plancia dei comandi clima.
Al salone di Parigi 2018 viene presentata la gamma 2019 che introduce nuovi dispositivi di sicurezza come il radar anticollisione Mobileye, che rivela l'ostacolo frontale, monitora la distanza di sicurezza (HMW), avvisa in caso di superamento corsia di limiti di velocità, legge i cartelli stradali (SLI) e segnala in caso di attraversamento pedoni o ciclisti. L'impianto multimediale viene aggiornato con la compatibilità per Android Auto e Apple CarPlay.
Nell'agosto 2012 viene sottoposto al crash test EuroNCAP ottenendo la valutazione di 4 su 5 stelle e dell'83% di protezione per adulti.

### Versione cinese

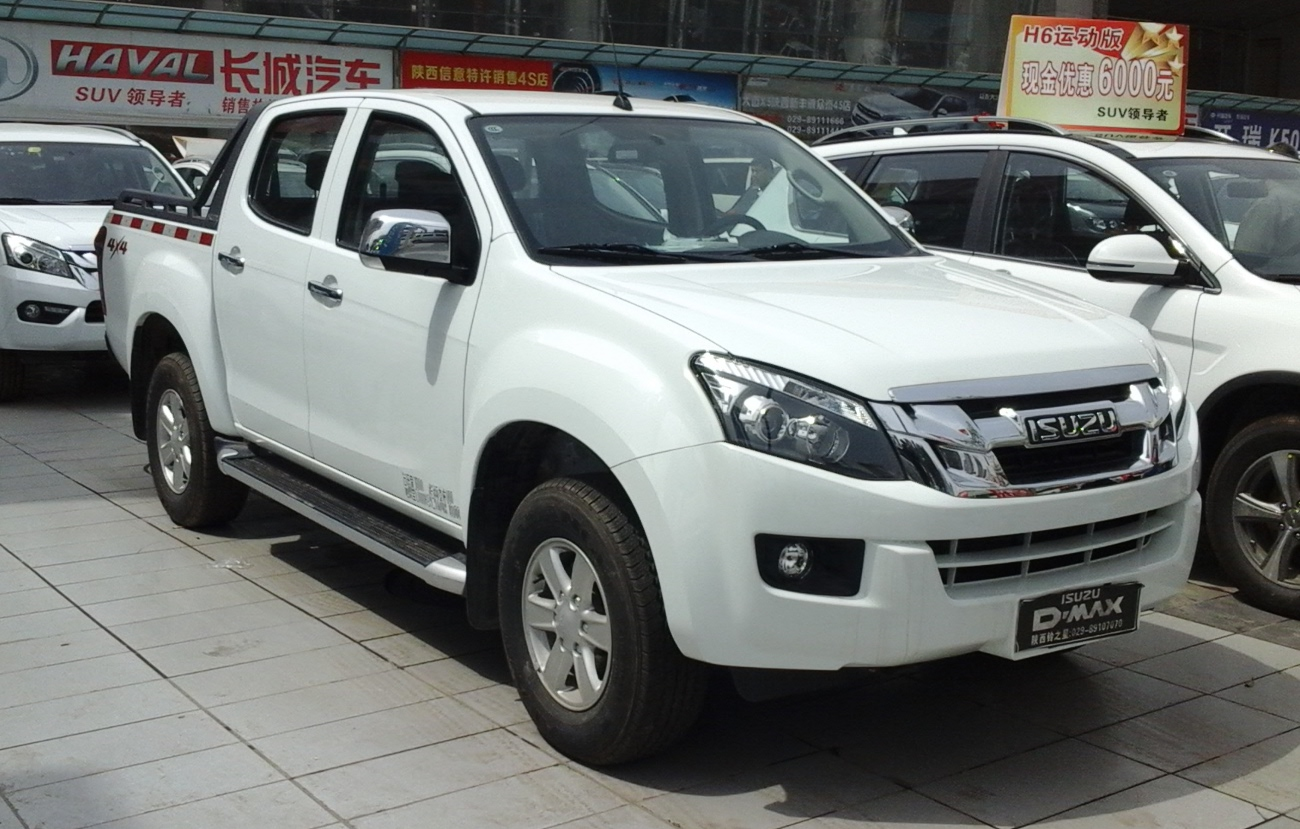
D-Max seconda serie in Cina

Il D-Max seconda serie viene prodotto in Cina dalla joint venture Jiangxi Isuzu (con il costruttore cinese Jiangling Motors) nello stabilimento di Nanchang dall’ottobre 2014 e viene posto in vendita dalla primavera del 2015. La gamma motori cinese è composta dal 2.5 turbodiesel da 133 cavalli e dal 3.0 turbodiesel da 163 cavalli con trazione posteriore o integrale.
Dall’autunno 2015 viene venduto in Cina anche rimarchiato JMCG Ruimai dalla rete di vendita della Jiangling Motors. Nell’ottobre 2017 il marchio JMCG viene cambiato in JIM (acronimo di Jiangxi Isuzu Motors, l’azienda produttrice) e il veicolo viene ribattezzato JIM Ruimai per sottolineare che il veicolo è un progetto Isuzu.
Nel 2019 viene introdotto il restyling del D-Max cinese dove viene adottato lo stesso frontale del modello globale 2016 ma con interno specifico, lo stesso del fuoristrada Isuzu MU-X con un sistema multimediale stile tablet, un tunnel centrale più largo e un nuovo volante. La versione a marchio JIM invece riceve un paraurti frontali specifico e nuovi interni con una plancia inedita.

## Terza generazione (dal 2019)
La terza generazione viene presentata nell'ottobre 2019 in Thailandia e a differenza dei precedenti non viene più realizzato con GM ma con Mazda in seguito ad un accordo firmato nel 2018. Dal nuovo D-Max è stato realizzato anche il nuovo Mazda BT-50.
Il telaio di base a longheroni e traverse è tutto nuovo ed è abbinato ad una carrozzeria che utilizza acciai alto resistenziali da 980 MPa abbinati ad acciai ad alta resistenza da 390 MPa utilizzati nel 46% della struttura. Le sospensioni utilizzano all’anteriore un sistema a quadrilatero deformabile e al posteriore un ponte rigido sui modelli base e una sospensione Multilink a ruote indipendenti sui modelli di punta. Il servosterzo è elettrico. La trazione è posteriore o integrale inseribile, con marce ridotte.
Tra i dispositivi di sicurezza sono disponibili nove airbag tra cui l’airbag centrale e quello per le ginocchia di guidatore e passeggero.
Tre sono i tipi di cabina: singola Regular Cab a due posti, allungata Space Cab con due posti e due strapuntini posteriori e porte posteriori apribili controvento e cabina doppia Crew Cab a quattro porte e cinque posti.
La gamma motori è composta dal nuovo turbo diesel 3.0 4JJ3-TCX quattro cilindri con filtro antiparticolato e AdBlue erogante 190 cavalli e 450 Nm di coppia massima. È omologato Euro 5.
Per il mercato europeo è disponibile il 1.9 turbo diesel RZ4E da 164 cavalli e 350 Nm di coppia con Filtro DPF e AdBlue omologato Euro 6.
Le prime vendite in Europa partono nell’estate del 2020.